# 圣彼得堂 (海德堡)

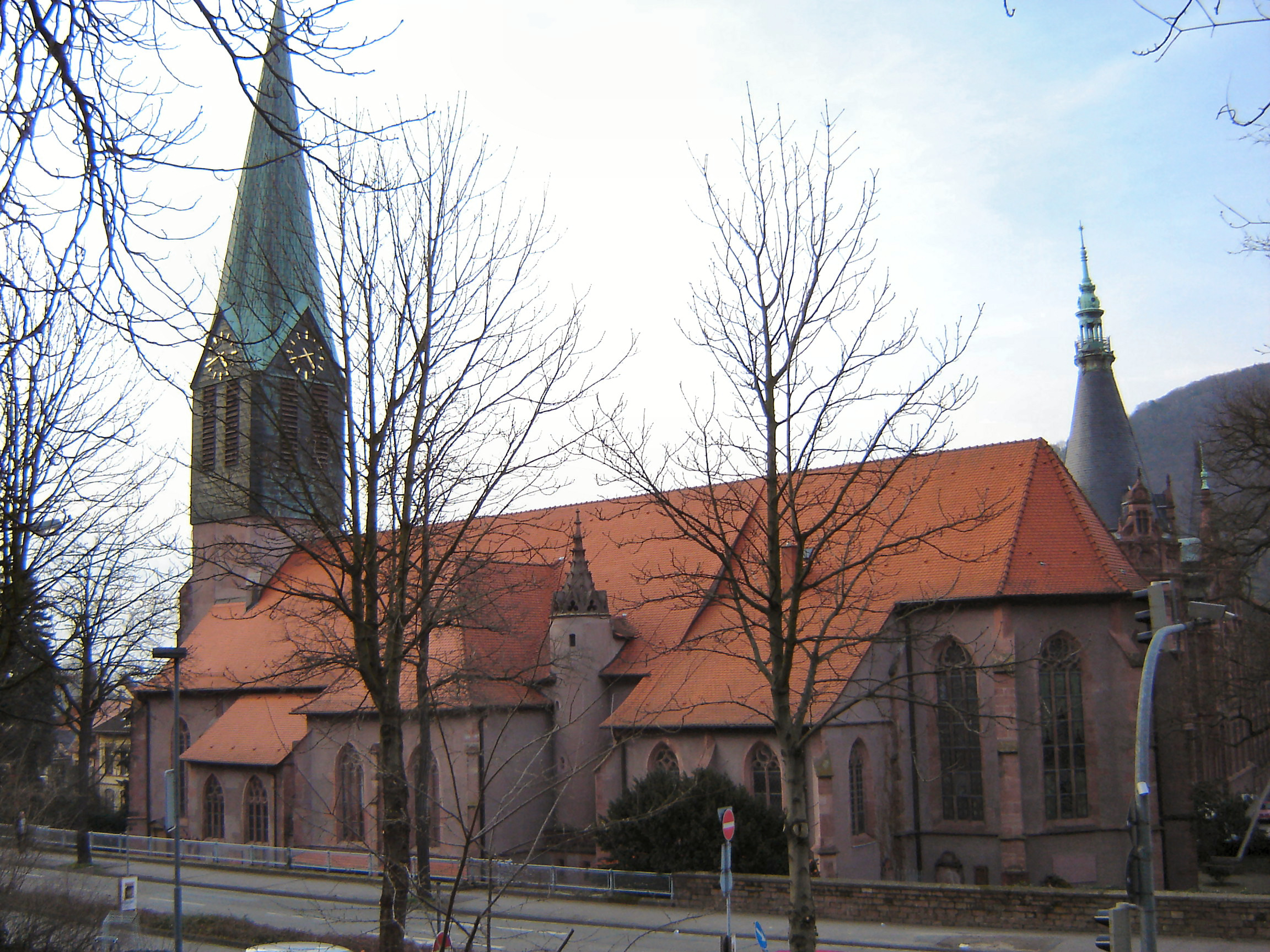

圣彼得堂（德語：Peterskirche）是德国海德堡（德語：Heidelberg）老城区最古老的教堂。自中世纪后期用作海德堡大学的大学教堂。

## 历史
圣彼得堂建于12世纪，甚至比海德堡本身更为古老。宗教改革以后，该堂仍为大学教堂，只是改为新教教堂。

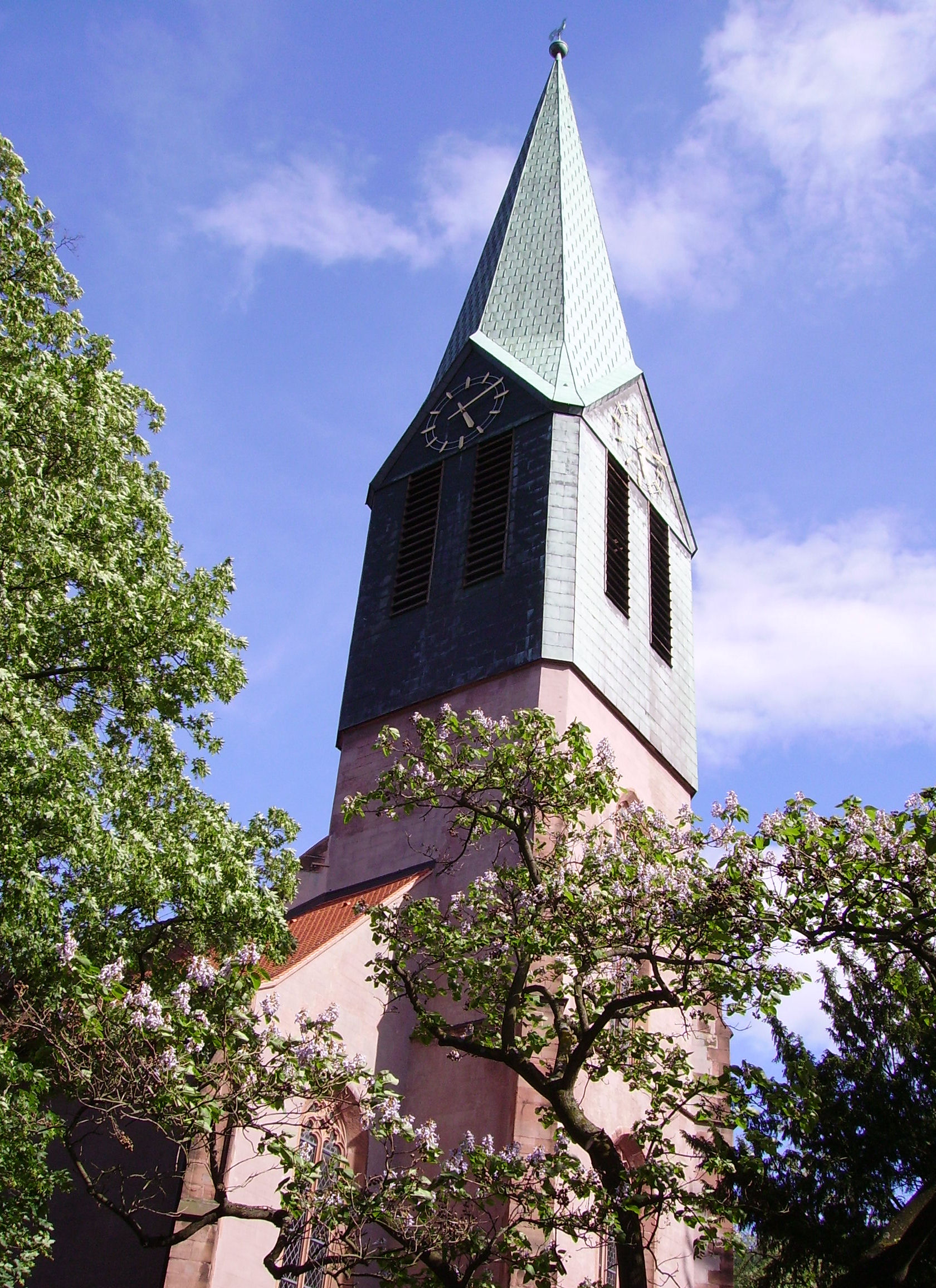